# Черногубая пищуха
Черногу́бая пищу́ха (лат. Ochotona curzoniae) — млекопитающее рода пищух отряда зайцеобразных. Иногда этих пищух называют тибетскими по местам их обитания, однако, это неверно, так как тибетская пищуха (Ochotona thibetana) — это другой вид того же рода Ochotona.

## Этимология
Происхождение видового латинского названия долго время оставалось неясным.  В 1858 году Брайн Ходжсон писал: "Это прекрасное маленькое животное по праву посвящено достопочтенной миссис Керзон" (This beautiful little animal is appropriately dedicated to the Hon'ble Mrs. Curzon). Исследователи этого вопроса Бо Беленс, Майкл Уоткинс и Майкл Грейсон с сожалением отметили, что им не удалось установить, кто именно эта уважаемая дама. Малкольм Пикер (Malcolm Peaker) со всеми основаниям полагает, что речь идёт Августе Летем Керзон, урождённой Халлифакс (Augusta Latham Curzon, née Hallifax, 1837—1917). Августа была дочерью бригадного генерала Роберта Дампира Халлифакса  и родилась в Южной Африке. 14 января 1856 года она вышла замуж за достопочтенного Эрнеста Джорджа Керзона (1828—1885) в Умбале (ныне Амбала), в 190 милях к северу от Дели. Эрнест Джордж был седьмым ребёнком в семье Ричарда Керзона-Хау, 1-го графа Хау и младшим братом Джорджа Керзона-Хау  и Ричарда Керзона-Хау, соответственно 2-го и 3-го графов Хау. Впоследствии Эрнест дослужился до чина полковника.

## Внешний вид
Черногубые пищухи — массивные животные, внешне похожие на хомяков. Шерсть короткая, плотная, серо-коричневого цвета с желтоватым оттенком на плечах и спине. Брюхо светло-серого цвета. Особенностью является чёрная кожа вокруг губ, что и дало название виду. Длина тела взрослых особей до 25 см, вес около 200 грамм.

## Распространение
Черногубые пищухи обитают в горных районах Тибета и прилегающих районах, то есть в западной части Китая, в северной части штата Сикким, (Индия) и в северном Мустанге (Непал). Встречается на высотах до 5300 метров над уровнем моря. Распространено мнение о возможности обитания этого вида Восточном Иране, в провинции Сеистан. Оно основано на описании О. Томасом в 1922 формы Ochotona seiana, которую позднее продолжительное время рассматривали как подвид черногубой пищухи. Однако позднее было показано, что это ошибка.

## Образ жизни
Активны в дневное время суток. Живут преимущественно моногамными семейными группами (случаи полигамии наблюдаются только в том случае, если один из партнёров погибает) состоящими из одной взрослой пары и 5—10 молодых особей первого и второго помёта. Норы черногубой пищухи могут достигать восьми метров в длину. Однако, вглубь почвы норы не уходят более чем на 40 см. Каждая из нор, как правило, имеет один вход и выход. Охраной территории и наблюдением за возможной опасностью занимаются исключительно самцы. Самки большую часть времени занимаются добычей пищи и обустройством жилья.

## Питание
Питанием черногубой пищухи служит любая растительная пища, от трав до лишайников, которую им удается найти.

## Размножение
Черногубые пищухи очень плодовиты. Беременность длится 21—25 дней. В одном помете рождается от 2 до 5 детенышей. Период вскармливания длится около трех недель. Весной, в возрасте 5—10 месяцев молодые особи покидают родительскую территорию и образовывают новые семьи.
Средняя продолжительность жизни этих животных редко превышает два года. Это связано с суровыми погодными условиями в местах обитания и подверженностью вида ко многим заболеваниям, в том числе паразитарным.